# J.C.Staff
K. K. J.C.Staff (jap. 株式会社ジェー・シー・スタッフ, Kabushiki-gaisha Jē Shī Sutaffu) ist ein japanisches Produktionsstudio für Anime (japanische Trickfilme). Es wurde am 18. Januar 1986 von Tomoyuki Miyata gegründet. J.C.Staff hat im Jahre 1987 die erste Original Video Animation (OVA) veröffentlicht, inzwischen werden hauptsächlich TV-Serien produziert. J und C stehen für „Japan Creative“.

## Produktionen

### Filme
- 1989: Yōtōden
- 1994: Darkside Blues
- 1995: Slayers Perfect
- 1996: Slayers Return
- 1997: Slayers Great
- 1998: Slayers Gorgeous
- 1999: Jin-Roh
- 1999: Shōjo Kakumei Utena: Adolescence Mokushiroku
- 2007: Gekijōban: Shakugan no Shana
- 2013: Gekijōban To Aru Majutsu no Index − Endymion no Kiseki

### Fernsehserien
- 1994: Metal Fighters – Frauen aus Stahl
- 1997: Shōjo Kakumei Utena
- 1998: Kare Kano
- 1998: Sorcerous Stabber Orphen
- 1998: Yume de Aetara
- 1999: Excel Saga
- 1999: Iketeru Futari
- 1999: Sorcerous Stabber Orphen: Revenge
- 2000: Dā! Dā! Dā!
- 2000: Yami no Matsuei
- 2001: Chitchana Yukitsukai Sugar
- 2001: PaRappa the Rapper
- 2001: Rune Soldier
- 2002: Ai Yori Aoshi
- 2002: Azumanga Daioh: The Animation
- 2002: Spiral – Gefährliche Wahrheit
- 2003: Ai Yori Aoshi – Enishi
- 2003: Gunparade March
- 2003: Ikki Tousen – Dragon Girls
- 2003: Maburaho
- 2003: Mahō Tsukai ni Taisetsu na Koto
- 2003: Nanaka 6/17
- 2003: R.O.D -The TV-
- 2003: Shingetsutan: Tsukihime
- 2004: Bōkyaku no Senritsu
- 2004: Bōkyaku no Senritsu
- 2004: Hikari to Mizu no Daphne
- 2004: Sensei no Ojikan
- 2005: Gokujo Seitokai
- 2005: Honey and Clover
- 2005: Karin
- 2005: Loveless
- 2005: Mahoraba – Heartful days
- 2005: Shakugan no Shana
- 2006: Asatte no Hōkō
- 2006: Ghost Hunt
- 2006: Kashimashi – Girl meets Girl
- 2006: Zero no Tsukaima
- 2007: Nodame Cantabile
- 2007: Shakugan no Shana Second
- 2007: Shigofumi – Stories of Last Letter
- 2007: Zero no Tsukaima – Futatsuki no Kishi
- 2008: Nabari no Ō
- 2008: Slayers Revolution
- 2008: To Aru Majutsu no Index
- 2008: Toradora!
- 2008: Zero no Tsukaima – Princess no Rondo
- 2009: Aoi Hana
- 2009: Genji Monogatari Sennenki
- 2009: Hatsukoi Limited
- 2009: Hayate no Gotoku!!
- 2009: Slayers Evolution-R
- 2009: Taishō Yakyū Musume.
- 2009: To Aru Kagaku no Railgun
- 2010: Bakuman.
- 2010: Fesseln des Verrats
- 2010: Kaichō wa Maid-sama!
- 2010: Ōkami-san to Shichinin no Nakama-tachi
- 2010: Otome Yōkai Zakuro
- 2010: Tantei Opera Milky Holmes
- 2010: To Aru Majutsu no Index II
- 2011: Hidan no Aria
- 2011: Kaitō Tenshi Twin Angel – Kyun Kyun Tokimeki Paradise!!
- 2011: Kamisama no Memo-chō
- 2011: Kimi to Boku.
- 2011: Shakugan no Shana Final
- 2011: Yumekui Merry
- 2012: Ano Natsu de Matteru
- 2012: Joshiraku
- 2012: Kimi to Boku. 2
- 2012: La storia della Arcana Famiglia
- 2012: Little Busters!
- 2012: Sakurasō no Pet na Kanojo
- 2012: Tantei Opera Milky Holmes
- 2012: Zero no Tsukaima F
- 2013: Futari wa Milky Holmes
- 2013: Golden Time
- 2013: Hentai Ōji to Warawanai Neko.
- 2013: Little Busters! – Refrain
- 2013: To Aru Kagaku no Railgun S
- 2014: Fūun Ishin Dai-Shōgun
- 2014: Love Stage!!
- 2014: Majimoji Rurumo
- 2014: Selector Infected WIXOSS
- 2014: Selector Spread WIXOSS
- 2014: Witch Craft Works
- 2015: Danmachi – Is It Wrong to Try to Pick Up Girls in a Dungeon?
- 2015: Food Wars! Shokugeki no Soma
- 2015: Heavy Object
- 2015: Prison School
- 2015: Shimoneta to Iu Gainen ga Sonzai Shinai Taikutsu na Sekai
- 2015: Tantei Kageki Milky Holmes TD
- 2016: Amanchu!
- 2016: Flying Witch
- 2016: Food Wars! The Second Plate
- 2016: Lostorage incited WIXOSS
- 2016: Saiki Kusuo no Ψ-nan
- 2016: Taboo Tattoo
- 2017: Alice & Zoroku
- 2017: DanMachi: Sword Oratoria
- 2017: Food Wars: The Third Plate
- 2017: Kujira no Kora wa Sajō ni Utau
- 2017: Marginal #4: The Animation
- 2017: Minami Kamakura High School Girls Cycling Club
- 2017: Schoolgirl Strikers: Animation Channel
- 2017: Urara Meirochō
- 2018: Amanchu! – Advance
- 2018: Back Street Girls: Gokudols
- 2018: Food Wars: The Third Plate
- 2018: Han-Gyaku-Sei Million Arthur
- 2018: Hi Score Girl
- 2018: Hi Score Girl
- 2018: Last Period – Owarinaki Rasen no Monogatari
- 2018: Lostorage conflated WIXOSS
- 2019: Date A Live III
- 2020: To Aru Kagaku no Railgun T

### Original Video Animations
- 1987: Yōtōden
- 1988: High School Agent
- 1989: Cleopatra DC
- 1989: Earthian
- 1990: 1 + 2 = Paradise
- 1990: Ankoku Shinden Denshou Bushin
- 1991: Chō Bakumatsu Shōnen Seiki Takamaru
- 1991: Handsome na Kanojo
- 1992: Äpfelland Monogatari
- 1992: Gin no Otoko
- 1992: High School Jingi
- 1992: Shin Chō Bakumatsu Shōnen Seiki Takamaru
- 1993: 8-man After
- 1993: Arslan Senki
- 1993: Chōjikū Seiki Orguss 02
- 1993: Fight!!
- 1993: Fortune Quest – Yonimo Shiawase na Bōkensha-tachi
- 1993: Gensō jodan Elicia
- 1993: Tokusō Sensha-tai Dominion
- 1994: Fencer of Minerva
- 1994: Shōnan Jun’ai Gumi!
- 1996: Chōjin Gakuen Gowkaiser
- 1996: Fake
- 1996: Slayers Special
- 1997: Dennō Sentai Voogie's Angel
- 1997: Detatoko Princess
- 1998: Slayers Excellent
- 1998: Yume de Aetara
- 2001: Puni Puni Poemi
- 2003: Eiken
- 2006: Boku wa Konomama Kaeranai
- 2006: Shakugan no Shana SP
- 2009: Hayate no Gotoku!! Atsu ga Natsu Ize: Mizugi-hen
- 2009: Shakugan no Shana S
- 2012: Dangerous Jii-san Ja
- 2019: Hi Score Girl

### Weitere Anime-Produktionen
- 1990: 100%
- 2000: Azumanga Web Daioh (Web-Anime)
- 2001: Alien 9 (Special)
- 2001: Azumanga Daioh (Kurzfilm)
- 2003: Chitchana Yukitsukai Sugar Tokubetsuhen (Special)
- 2006: Winter Garden (Special)
- 2011: Tantei Opera Milky Holmes: Summer Special (Special)